# Abondance
För korasen abondance, se abondance (koras)
Abondance är en fransk ost gjord på opastöriserad komjölk från regionen Savoie. Mjölk från abondance-kor används, liksom mjölk från tarentaise-kor eller montbéliarde-kor.